# Staatshochbauamt (Aurich)

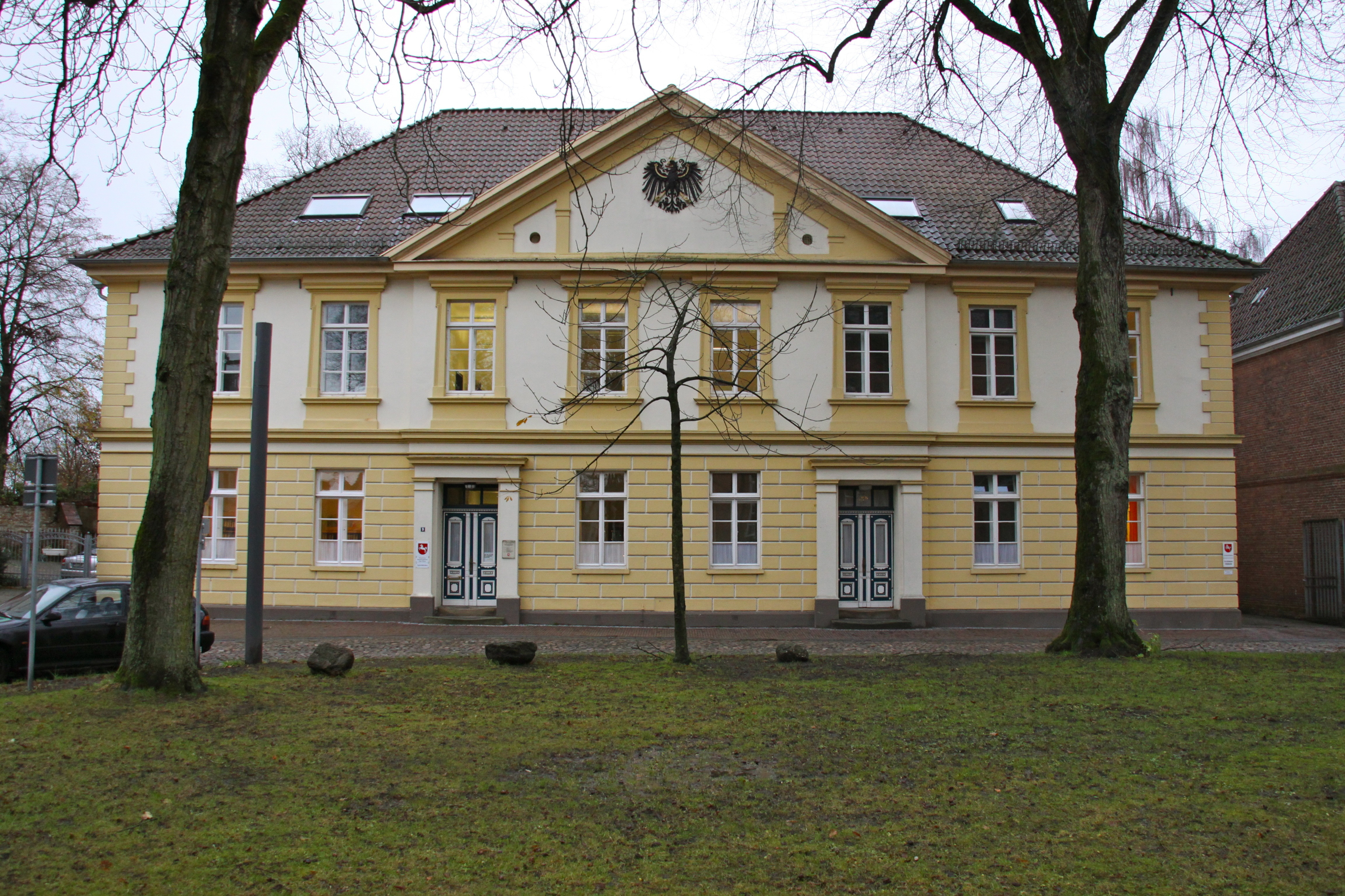
Staatshochbauamt Aurich

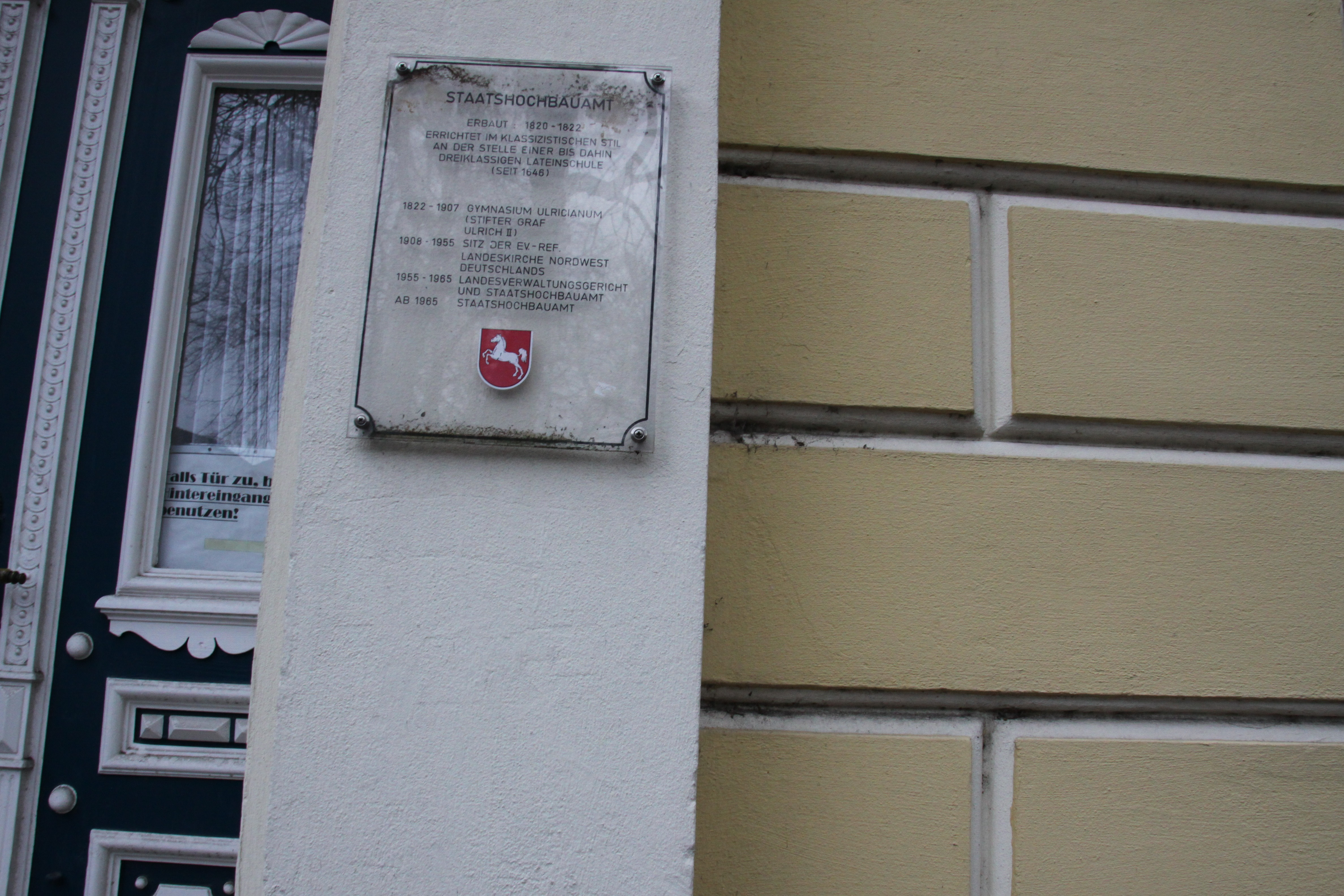
Informationstafel am Gebäude mit Angaben zur Nutzungsgeschichte

Das Staatshochbauamt in der ostfriesischen Kreisstadt Aurich (Landkreis Aurich, Niedersachsen) ist ein unter Denkmalschutz stehendes Gebäude aus dem 19. Jahrhundert. Es hat die Adresse Lambertshof 9.

## Baubeschreibung
Das Staatshochbauamt ist ein breitgelagerter zweigeschossiger klassizistischer Putzbau. Im Erdgeschoss sind die einzelnen Steinlagen rustiziert, also durch starke, in den Putz eingetiefte Fugen getrennt. Der mit einem Adler verzierte Dreiecksgiebel befindet sich über den mittleren vier Achsen des Gebäudes. Die beiden Portale werden durch kräftige Pilaster gerahmt.

## Geschichte
An der Stelle des heutigen Gebäudes befand sich im 17. Jahrhundert die Pastorei der unmittelbar benachbarten Lambertikirche. Diese zog 1646 in ein Gebäude am Ende der Straße um. Im alten Sitz richtete Graf Ulrich II. am 17. September des Jahres aufbauend eine dreiklassige Lateinschule für Jungen ein. Die Oberaufsicht und die Verwaltung der Bildungseinrichtung übernahmen die Kirchenbehörden. Diese Schola Ulriciana ist die Keimzelle des heutigen Gymnasium Ulricianum. Im 19. Jahrhundert entsprach das alte Gebäude nicht mehr den Bedürfnissen der Schule, so dass es einem Neubau weichen musste. An gleicher Stelle entstand ab 1820 der noch heute erhaltene Bau, die Grundsteinlegung erfolgte am 31. Mai des Jahres. Zwei Jahre später bezog das Ulricianum die neuen Räume und nutzte sie knapp neun Jahrzehnte lang. Anfang des 20. Jahrhunderts waren die Platzverhältnisse für das Gymnasium nicht mehr ausreichend, so dass dieses in den noch heute genutzten Neubau an der von-Jhering-Straße zog. Im Jahre 1908 wurde die letzte Abiturprüfung im Altbau an der Schulstraße abgenommen. Anschließend diente das Gebäude von 1908 bis 1955 als Sitz der Evangelisch-reformierten Kirche in Nordwestdeutschland. In den 1950er Jahren zog die Kirchenleitung wegen der besseren Verkehrsanbindung (Bahnanschluss) von Aurich nach Leer um. Das Gebäude in Aurich bezogen danach das Landesverwaltungsgericht und das Staatshochbauamt Aurich, die es von 1955 bis 1965 gemeinsam nutzen. Seit 1965 ist das Staatshochbauamt Aurich alleiniger Nutzer.